# Carlungie

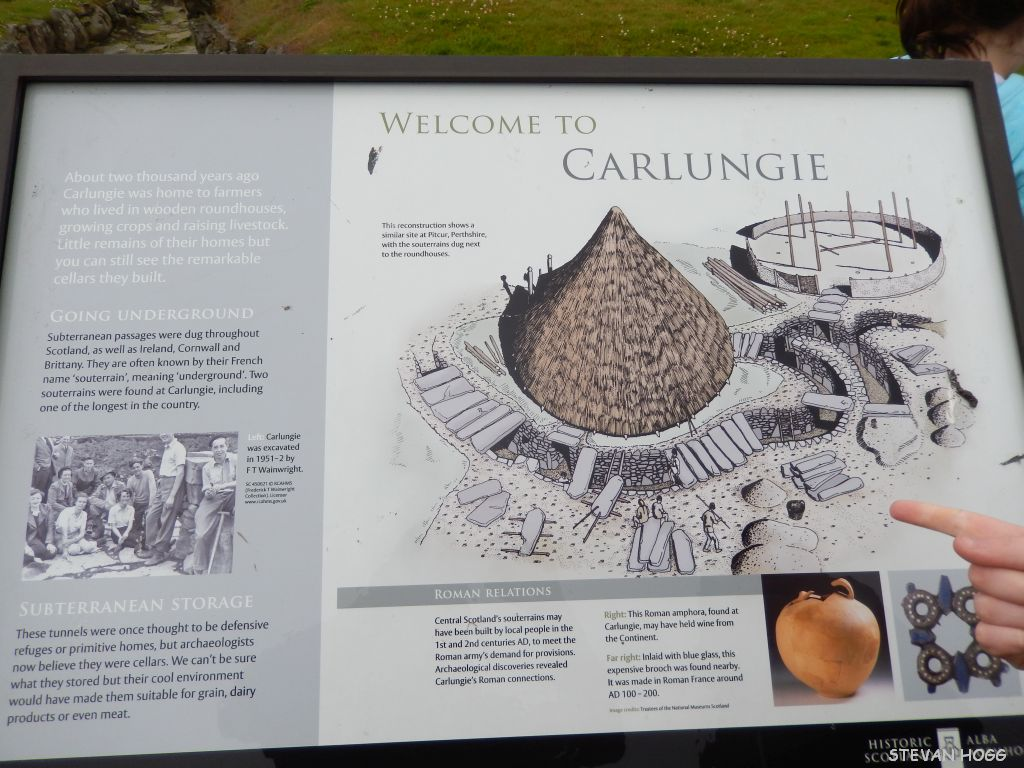
Carlungie Earthhouse

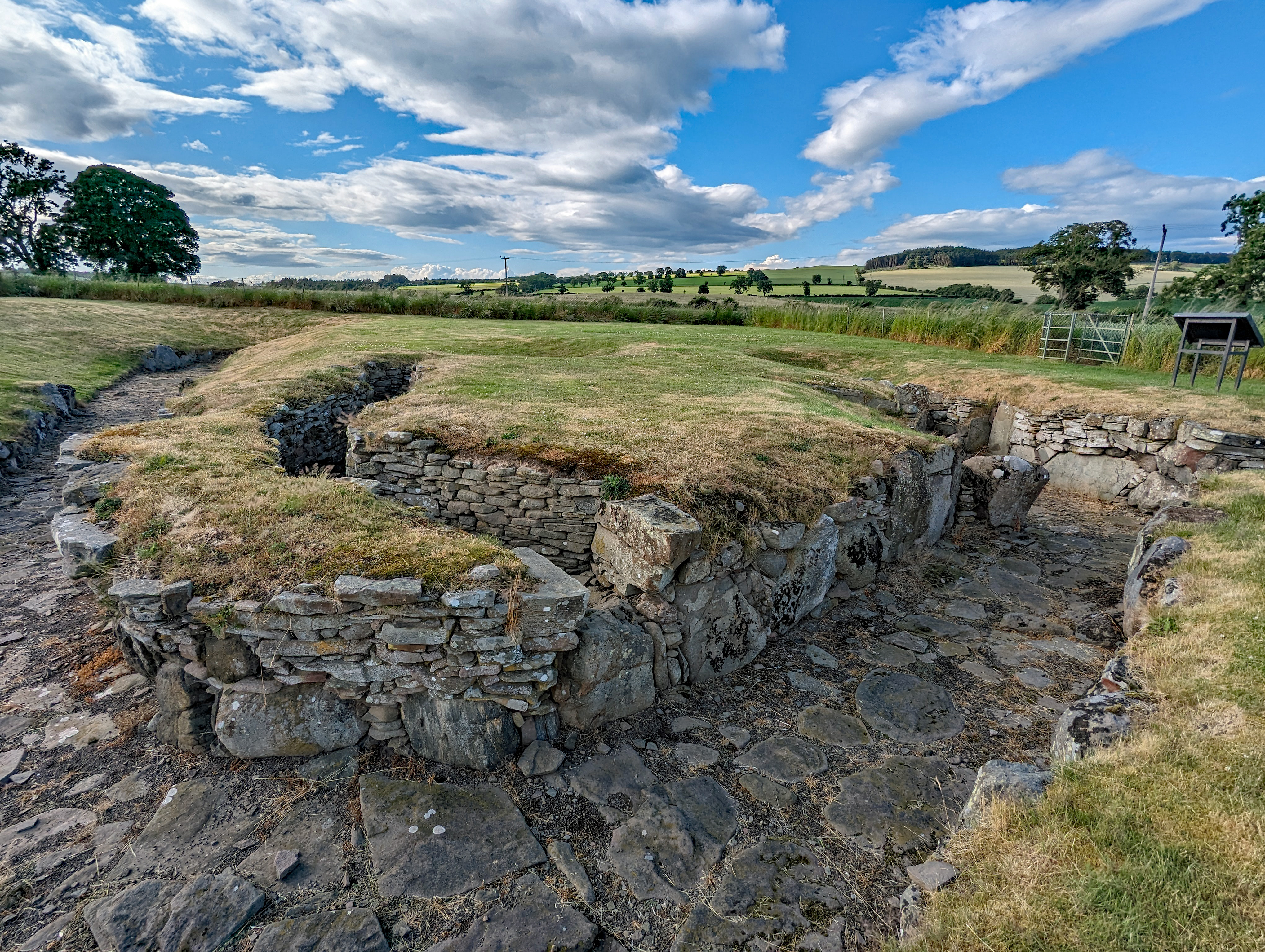
Carlungie Earthhouse

Carlungie Souterrain oder Earthhouse befindet sich etwa vier Kilometer nordöstlich von Monifieth und einen Kilometer östlich von Newbigging in der schottischen Council Area Angus. Es liegt nur 1,7 km vom Souterrain von Ardestie entfernt. Souterrains, in Schottland auch als Earthhouses bezeichnet, sind teils sehr komplexe, unterirdische Strukturen aus der Eisenzeit. Bei den Souterrains wird grundsätzlich zwischen „rock-cut“, „earth-cut“, „stone built“ und „mixed“ Souterrains unterschieden.
Der Wandaufbau aus Orthostaten und Trockenmauerwerk (stone built) ist gut erkennbar, alle Decksteine der Anlage fehlen hingegen. Carlungie ist 45,5 m lang, wurde 1949 beim Pflügen entdeckt und 1950–51 von Historic Scotland ausgegraben. Carlungie ist wesentlich komplexer als andere Anlagen in Angus und hat eine Reihe von verschlungenen Gängen, die mit oberirdischen Bereichen verbunden waren. Seine Seitenwände formen aber nicht die für viele schottische Souterrains übliche, bananenförmig gebogene Struktur. Es war am Boden mit gepflasterten Bereichen versehen, die andere Souterrains nicht zeigen und scheint wie viele Anlagen dieser Art bereits im Altertum, nachdem es außer Nutzung gegangen war, mit Erde verfüllt worden zu sein.
Auf den Britischen Inseln werden Souterrains auch Fogous (Wales und Cornwall) oder Weems genannt. Der in Schottland auch gebräuchliche Ausdruck Weem entstammt dem gälischen Uaimh und bedeutet Höhle.